# Protetor ocular

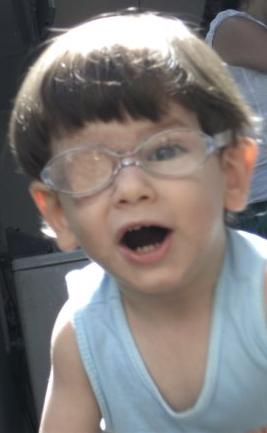
Criança de 1 ano e meio utilizando um tampão.

Protetor ocular (tampão (português brasileiro) ou penso ou pala (português europeu)), é um dispositivo utilizado na oftalmologia para junto com óculos e cirurgias, corrigir o estrabismo e outras terapias ligadas a visão como a ortóptica.

## Histórico
Não se tem certeza qual foi a primeira utilização da técnica, acredita-se que na década de 1960 algumas pesquisas na Europa já eram notificadas e realizadas.

## Tratamento
A utilização do protetor ocular pode se dar em diversos casos, como cirurgias diversas nos olhos, onde é necessária uma proteção temporária dos órgãos contra infecções e terapias de tratamentos de estrabismo, que podem durar mais de 1 ano. Em todos os caso o paciente fica temporariamente com visão monocular.
Durante o tratamento do estrabismo, a técnica faz com que, geralmente o olho com dificuldade de paralelismo, fique ativo, executando as tarefas visuais, com isso forçando os músculo da córnea a conseguir executar os movimentos, dando o ângulo de visão de forma otimizada, enquanto o olho saudável, permaneça protegido com o protetor.

## Fabricação
O material dos protetores oculares necessitam de resistência a umidade e temperatura do corpo humano. São confeccionado com abrasivos e adesivos não tóxicos como poliuretano e derivados do polietileno, alguns são fabricados com materiais tipo modal.

## Outras utilizações
O protetor ocular tem sido também adotado pelas área de estética, como protetor temporário para massagens faciais e aplicação de produtos de beleza para a face.